# Línea 355 (Buenos Aires)
La línea 355 es una línea de colectivos de Buenos Aires. Une las localidades de Capilla del Señor y Luján.
Actualmente, la dueña de la empresa es Compañía Noroeste S.A.T., operador de las líneas 169, 313, 343, 350, 355,  501, 511 operadas entre la propia Compañía Noroeste S.A.T., Ruta Bus S.A. y Transporte Escalada S.A.T.

## Recorrido
- Luján - Torres - Robles - Capilla del Señor
- Capilla del Señor - Luján x Open Door
- Luján - Open Door - Torres - Robles - Capilla del Señor